# Généalogie (film)
Pour les articles homonymes, voir Généalogie (homonymie).
Pour plus de détails, voir Fiche technique et Distribution.
Généalogie (족보 , Jokbo) est un film sud-coréen réalisé par Im Kwon-taek, sorti en 1979.

## Synopsis
Le film se situe en Corée-du-Sud pendant la colonisation japonaise. Sol Jin-young, patriarche d'une famille importante, s'oppose à la loi japonaise obligeant les coréens à changer de patronyme.
Le film raconte les allées et venues de Tani, employé des forces d'occupation japonaises, entre sa hiérarchie le sommant de convaincre le patriarche et le lieu de vie de cette famille, dont il tombe amoureux de la fille.

## Fiche technique
- Titre : Généalogie
- Titre original : 족보 (Jokbo)
- Titres anglais : The Genealogy / The Family Pedigree
- Réalisation : Im Kwon-taek
- Scénario : Han Woon-sa
- Pays d'origine : Corée du Sud
- Format : Couleurs - 35 mm
- Genre : drame
- Durée : 110 minutes
- Date de sortie : 1979

## Distribution
- Ju Seon-tae
- Ha Myeong-jung
- Han Hye-suk
- Choi Nam-hyeon
- Kim Shin-jae